# BMW Série 3 (E46)
O E46 foi a quarta geração do Série 3 da BMW, tendo sido produzido de 1998 a 2006 nas carroçarias sedan, coupé, carrinha e cabriolet.
Tal como nas gerações anteriores, existem motores a gasolina como a diesel. No seu lançamento o destaque foi para o 330d que debitava muita potência para a altura num carro a diesel.

## Motores

### Gasolina
| Modelo                | Motor         | Produção  | Cilindrada cc | Tipo       | Potência | Binário | 0-100 km/h |
| --------------------- | ------------- | --------- | ------------- | ---------- | -------- | ------- | ---------- |
| 316i                  | M43TUB19      | 1998-2001 | 1895          | I4, 8v     | 105cv    | 165 N.m | 00.0s      |
| 316i/ti               | N42B18        | 2001-2004 | 1796          | I4, 16v    | 115cv    | 175 N.m | 10.9 s     |
| 316i/ti               | N46B18        | 2004-2005 | 1796          | I4, 16v    | 115cv    | 175 N.m | 10.9 s     |
| 318i/Ci               | M43TUB19      | 1998-2001 | 1895          | I4, 8v     | 118cv    | 175 N.m | 10.4 s     |
| 318i/Ci/ti            | N42B20        | 2002-2003 | 1995          | I4, 16v    | 143cv    | 201 N.m | 9.0 s      |
| 318i/Ci/ti            | N46B20        | 2004-2005 | 1995          | I4, 16v    | 143cv    | 201 N.m | 9.0 s      |
| 318Ci                 | N46B20        | 2005-2007 | 1995          | I4, 16v    | 150cv    | 201 N.m | 9.2 s      |
| 320i                  | M52TUB20      | 1998-2000 | 1991          | I6, 24v    | 150cv    | 190 N.m | 9.9 s      |
| 320i/Ci               | M52B22/M54B22 | 2001-2007 | 2171          | I6, 24v    | 170cv    | 210 N.m | 8.2 s      |
| 323i/Ci               | M52TUB25      | 1998-2000 | 2494          | I6, 24v    | 172cv    | 245 N.m | 7.8 s      |
| 325i/xi/Ci/ti (US)    | M54B25        | 2001-2005 | 2494          | I6, 24v    | 187      | 237 N.m | 7.3 s      |
| 325i/Ci SULEV (US)    | M56B25        | 2002-2005 | 2494          | I6, 24v    | 187      | 237 N.m | 7.3 s      |
| 325d (EUR)            |               | 2001-2006 | 2993 cm3      | I6, 24v    | 200cv    | 245 N.m | 7.2 s      |
| 328i/Ci               | M52TUB28      | 1998-2000 | 2793          | I6, 24v    | 192cv    | 279 N.m | 7.0 s      |
| 330i/xi/Ci            | M54B30        | 2000-2007 | 2979          | I6, 24v    | 228cv    | 290 N.m | 6.3 s      |
| 330i/Ci ZHP (US Only) | M54B30        | 2003-2006 | 2979          | I6, 24v    | 238cv    | 301 N.m | 5.8 s      |
| M3 (US)               | S54B32        | 2001-2006 | 3246          | I6, 24v    | 338cv    | 355 N.m | 5.0 s      |
| M3 (EUR)              | S54B32        | 2001-2006 | 3246          | I6, 24v    | 343cv    | 365 N.m | 4.8 s      |
| M3 CSL                | S54B32        | 2003-2004 | 3246          | I6, 24v    | 360cv    | 370 N.m | 4.8 s      |
| M3 GTR (Street)       | P60B40        | 2001      | 3997          | 4.0 V8 32v | 355cv    | 365 N.m |            |
| M3 GTR (Race)         | P60B40        | 2001-2005 | 3997          | 4.0 V8 32v | 406cv    | 367 N.m |            |

### Diesel
| Modelo | Motor    | Produção  | Cilindrada CC | Tipo | Caixa | Potencia | Binário | 0-100 km/h |
| ------ | -------- | --------- | ------------- | ---- | ----- | -------- | ------- | ---------- |
| 318d   | M47D20   | 2001-2003 | 1951          | l4   | 5     | 115cv    | 265 N.m | 10.7 s     |
| 318d   | M47TUD20 | 2003-2005 | 1951          | l4   | 5     | 115cv    | 280 N.m | 10.6 s     |
| 320d   | M47D20   | 1998-2001 | 1995          | l4   | 5     | 136cv    | 280 N.m | 9.9 s      |
| 320d   | M47TUD20 | 2001-2003 | 1995          | l4   | 5     | 150cv    | 330 N.m | 8.9 s      |
| 320d   | M47TUD20 | 2003-2005 | 1995          | l4   | 6     | 150cv    | 330 N.m | 8.8 s      |
| 330d   | M57D30   | 1998-2003 | 2926          | I6   | 5     | 186cv    | 390 N.m | 7.9 s      |
| 330d   | M57D30   | 2003-2005 | 2926          | I6   | 6     | 204cv    | 410 N.m | 7.2 s      |

## Galeria

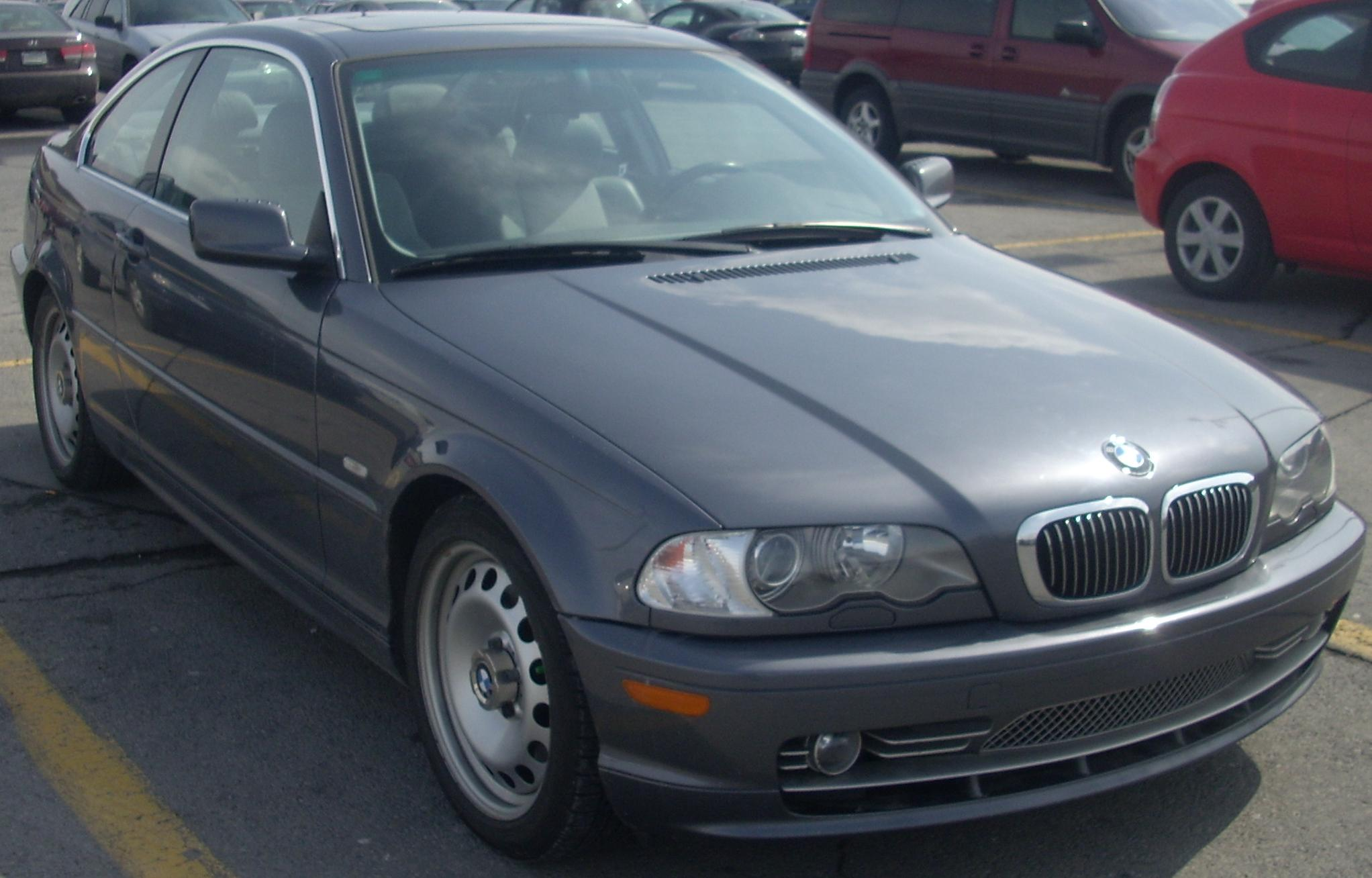
Coupe Frente
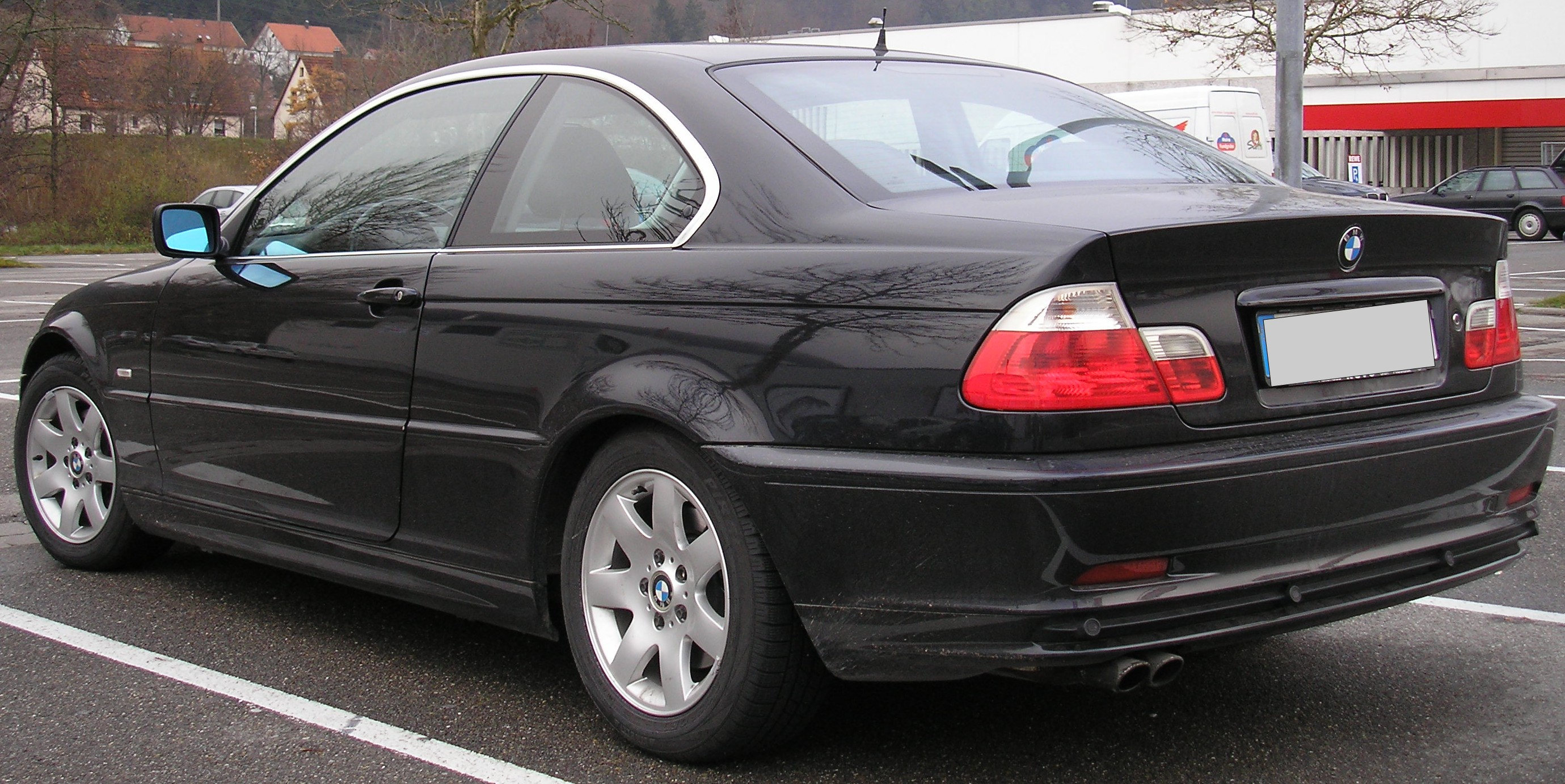
Coupe Traseira
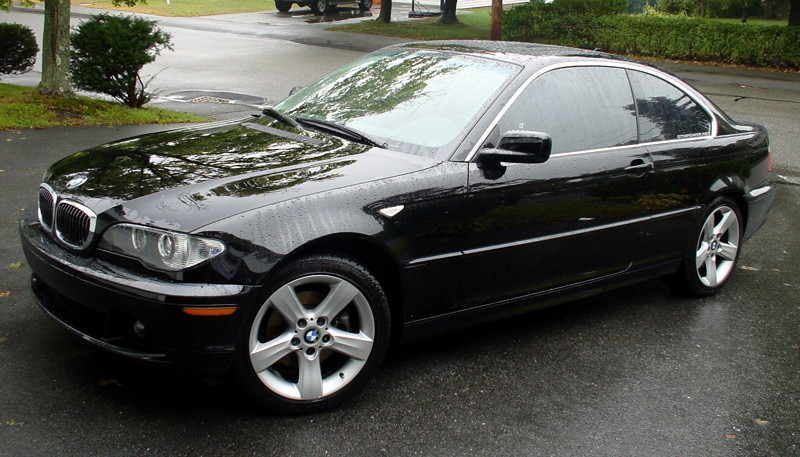
Coupe Lado (Facelift)
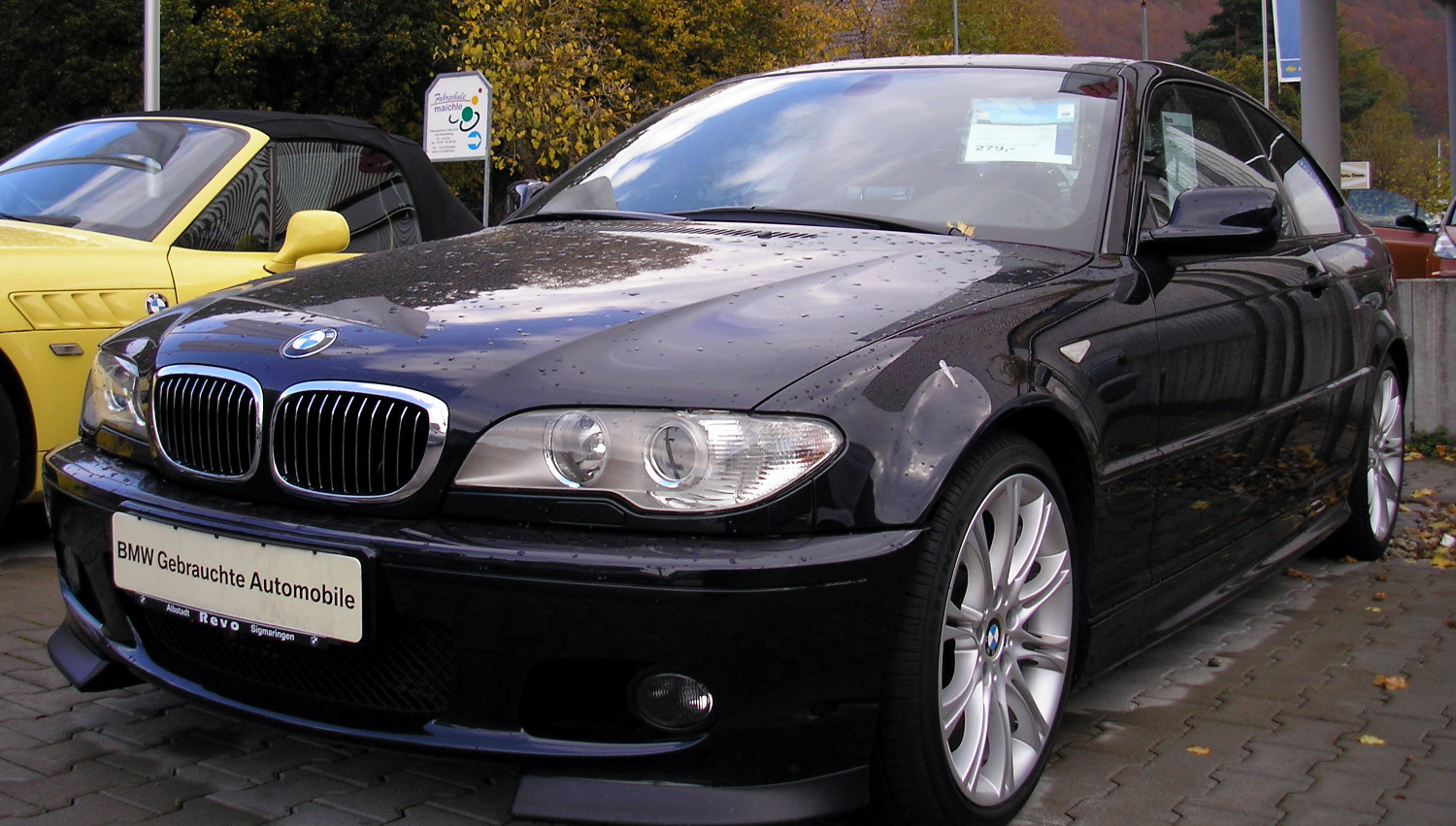
Coupe ZHP (Euro)
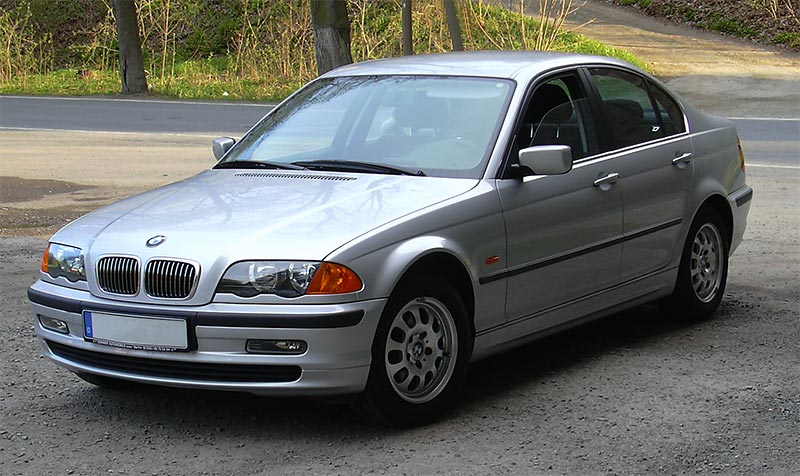
Sedan Frente
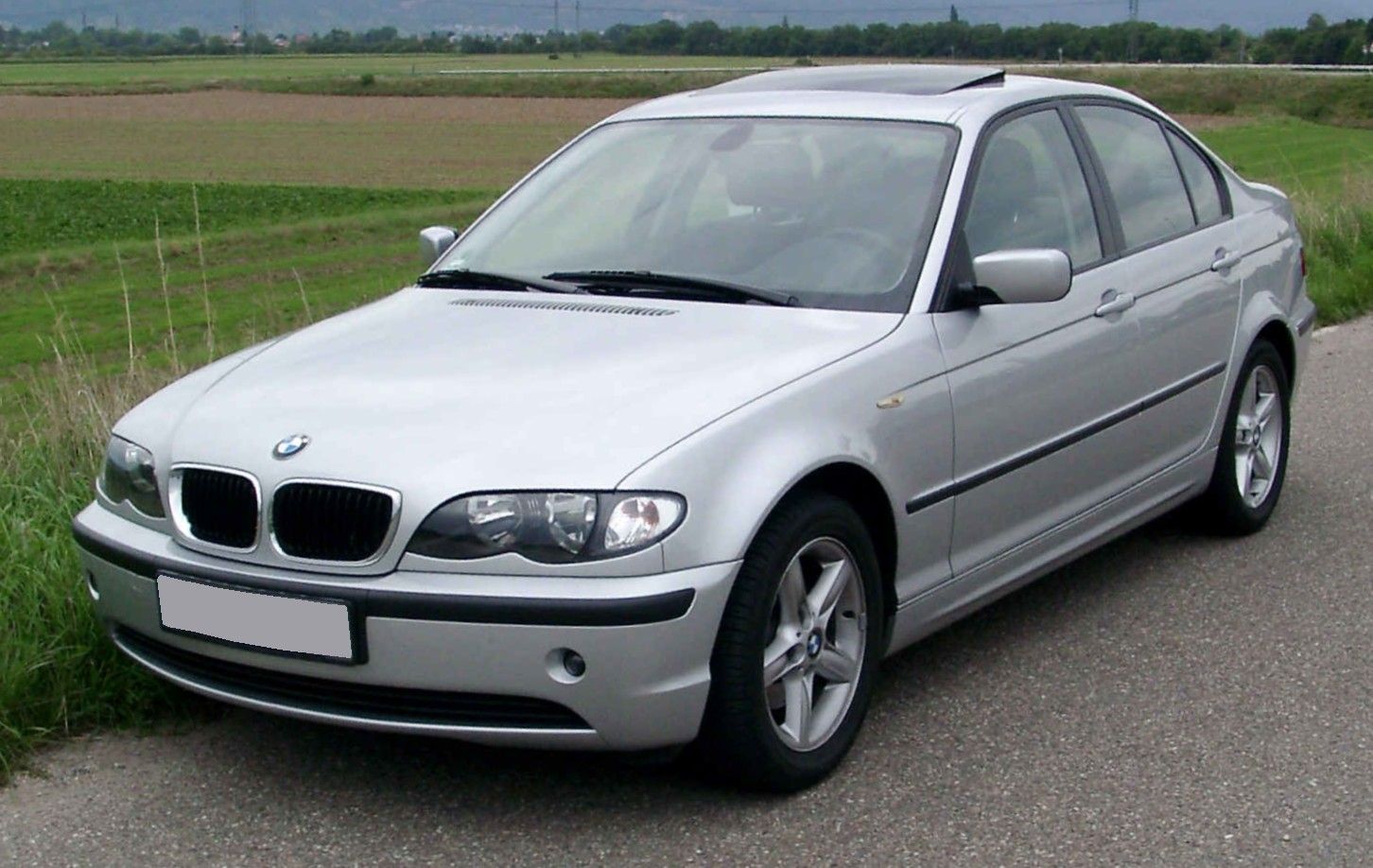
Sedan Frente (Facelift)
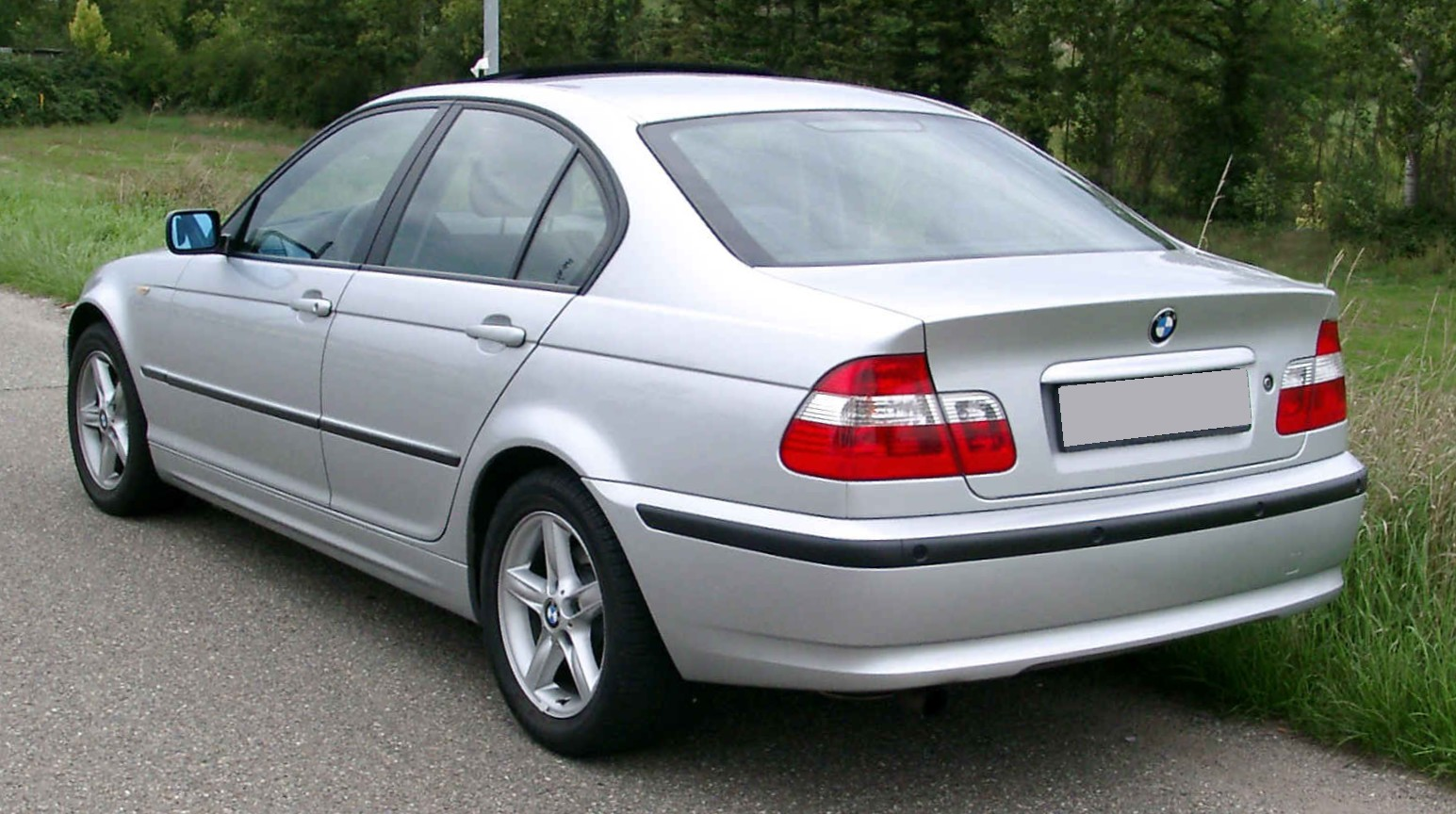
Sedan Traseira (Facelift)
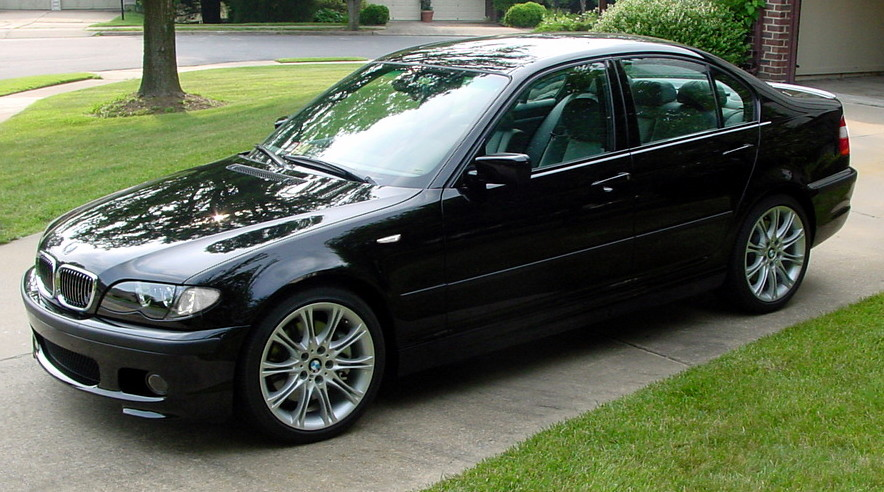
Sedan ZHP (US)
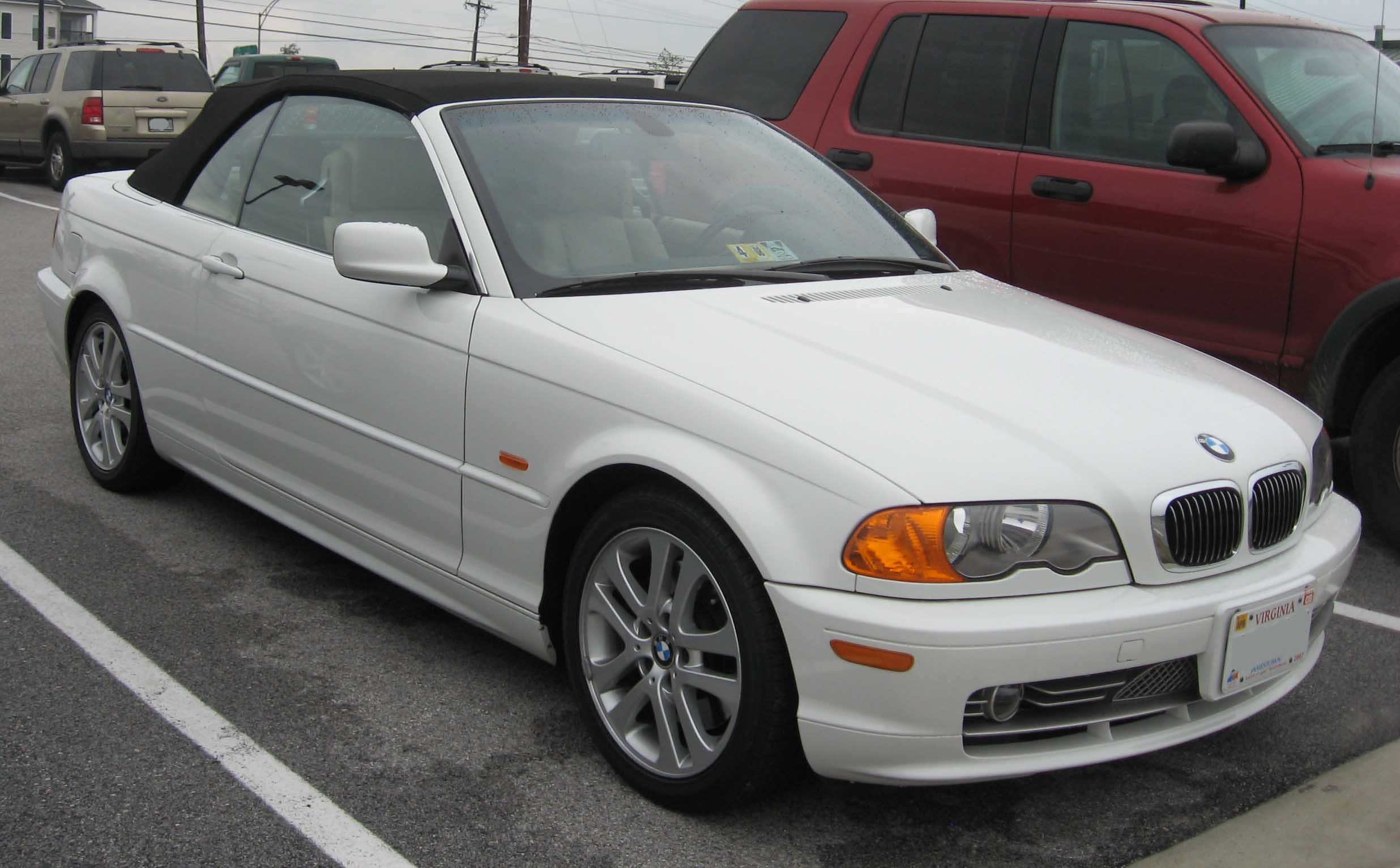
Cabriolet
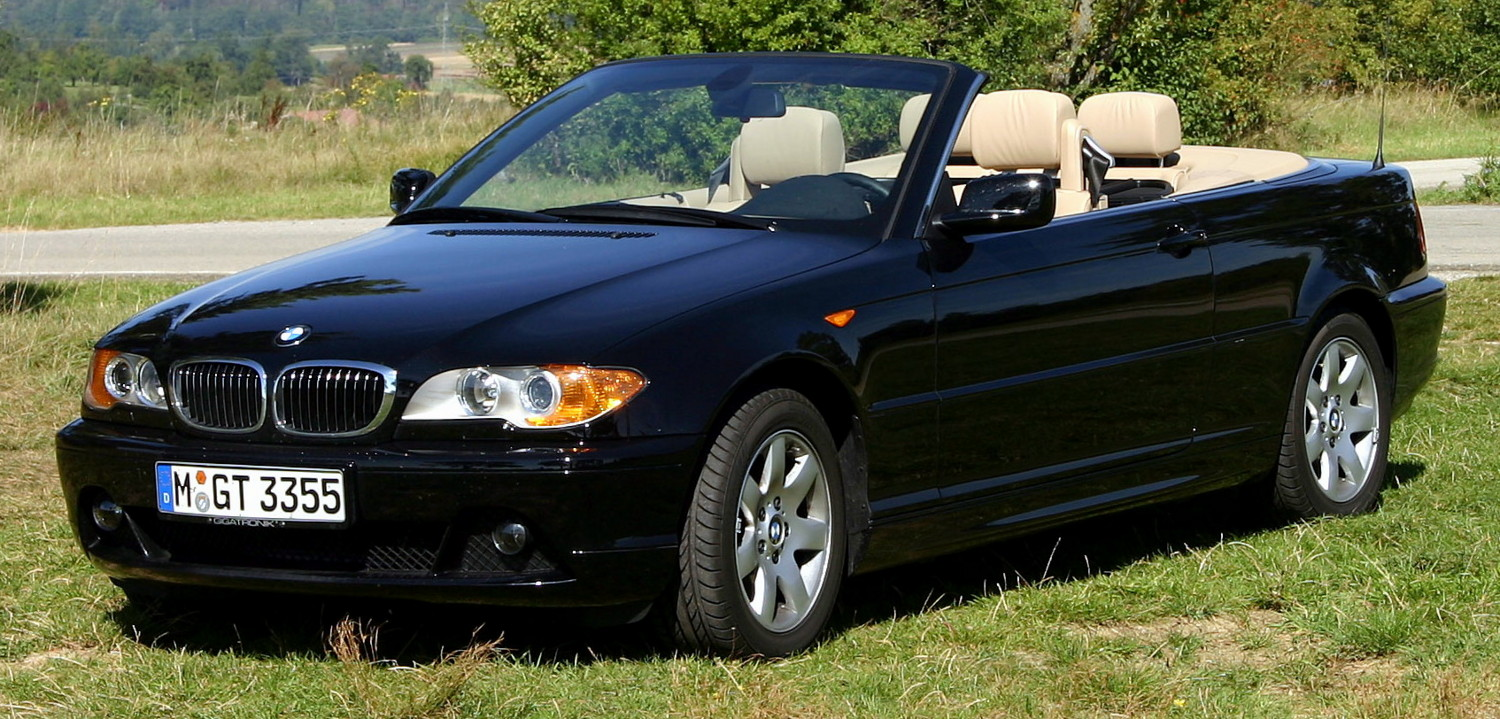
Cabriolet (Facelift)
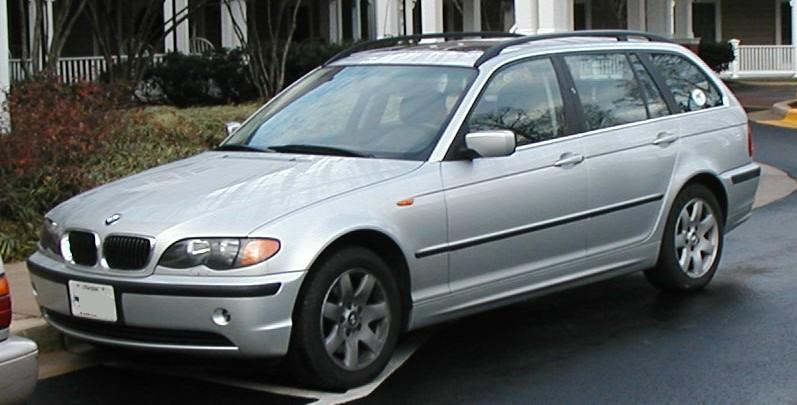
Touring Frente (Facelift)
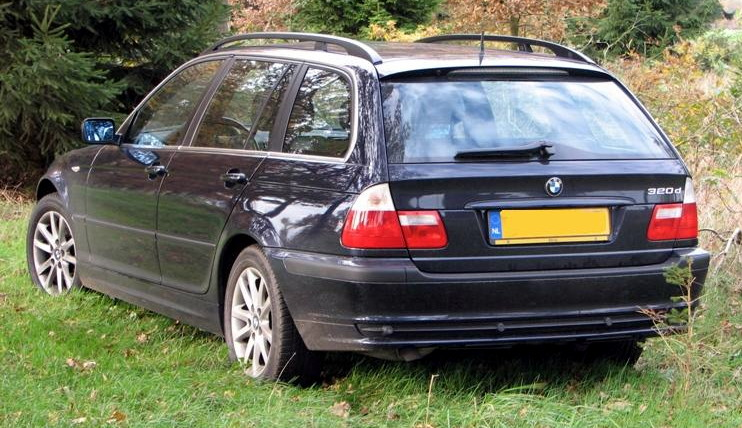
Touring Traseira (Facelift)